# Афінська вежа 1
Афінська вежа 1 — найвища архітектурна споруда Греції висотою 103 м, вважається єдиним справжнім хмарочосом країни.

Афінська вежа зліва

Зведена 1971 року вежа перевершила побудований 1964 року 14-поверховий афінський готель мережі Хілтон — Hilton Athens — висотою 65 м. На момент завершення будівництва Афінська вежа 1 також була найвищою спорудою всього Балканського регіону.
Архітектором проекту був Іоанніс Вікелас, відомий також за проектом Музею кікладського мистецтва Гуландріса. Вежа має 28 поверхів, побудована у районі Афін Абелокіпі. Нині у ній орендують приміщення для своїх офісів провідні грецькі та іноземні компанії, зокрема Emporiki Bank.